# Instituto de Investigaciones Agropecuarias
Con 60 años de historia, el Instituto de Investigaciones Agropecuarias (INIA) es la institución de investigación, desarrollo e innovación (I+D+i) vinculada al Ministerio de Agricultura de Chile, líder en el desarrollo agroalimentario sostenible, creando valor y proponiendo soluciones tecnológicas en beneficio de los agricultores y agricultoras, socios y socias estratégicas, y sociedad.
INIA fue creado el 8 de abril de 1964 como corporación de derecho privado, sin fines de lucro, por los Miembros Fundadores INDAP, CORFO, Universidad de Chile, Pontificia Universidad Católica de Chile y la Universidad de Concepción. Su personalidad jurídica fue concedida mediante Decreto del Ministerio de Justicia N° 1.093 del 16 de abril de 1964, el cual fue publicado en el ejemplar del Diario Oficial N° 26.818 de ese mismo día y año, encontrándose registrada en el N° 11.638 del registro de personas jurídicas del Servicio de Registro Civil de Chile.
INIA tiene presencia nacional a través de 10 Centros Regionales de Investigación, cuenta con una dotación anual aproximada de 1.000 trabajadores y trabajadoras, y participa de manera activa y como socio fundador en al menos 8 centros tecnológicos especializados. Asimismo, cuenta con una nutrida red de vinculación internacional en el ámbito de la I+D+i.
Desde su fundación, el Instituto ha contribuido al desarrollo sostenible de la agricultura nacional, por medio de la creación de nuevas y mejores variedades de frutales, cultivos anuales y cereales que hoy lideran en participación de mercado; la introducción y validación de especies con potencial productivo, que son parte relevante de la oferta exportadora nacional; el rescate de especies nativas y la puesta en valor de ingredientes y bioinsumos. Además, aporta a la conservación de los recursos genéticos y microbianos como patrimonio de la humanidad; al desarrollo de técnicas para el control y manejo de plagas y enfermedades de importancia económica; la extensión de tecnologías que favorecen la productividad de agricultores y ganaderos, mejorando su calidad de vida; y a la adaptación del sector agropecuario a los nuevos escenarios de cambio climático, incluyendo la reducción de emisiones de Gases de efecto invernadero (GEI), entre otros.

## Centros Regionales de Investigación
Cuenta con 10 Centros Regionales de Investigación
- INIA Intihuasi (La Serena, Región de Coquimbo)
- INIA La Cruz (La Cruz, Región de Valparaíso)
- INIA La Platina (La Pintana, Región Metropolitana de Santiago)
- INIA Rayentué (Rengo, Región de O'Higgins)
- INIA Raihuén (Villa Alegre, Región del Maule)
- INIA Quilamapu (Chillán, Región de Ñuble)
- INIA Carillanca (Vilcún, Región de la Araucanía)
- INIA Remehue (Osorno, Región de Los Lagos)
- INIA Tamel Aike (Coyhaique, Región de Aysén)
- INIA Kampenaike (Punta Arenas, Región de Magallanes)